# Topps Department Stores
Topps Discount Stores was een Amerikaanse discountwarenhuisketen. De keten was actief van 1956 tot 1974.     

## Geschiedenis
De Topps Discount Stores-keten werd in Hartford, Connecticut, opgericht door Frank Beckerman en Selwyn Lemchen. De eerste Topps-winkel (30.000 vierkante voet) werd in 1956 in Hartford geopend  Het jaar daarop werd een tweede, grotere winkel van 5.600 m² geopend in New Haven, Connecticut. De tweede winkel had ook een supermarktafdeling. In maart 1960 werd de negende winkel van de keten en de eerste winkel in het Middenwesten geopend in Niles, Illinois, in een winkelcentrum geopend. Dit filiaal had ook een supermarkt en een drogisterij, waarbij de drie bedrijven niet door muren van elkaar werden gescheiden. Er werd snel een andere Topps-vestiging geopend in Fairfield, Connecticut.  
In 1960 had de keten 10 winkels in Connecticut, New York, Massachusetts, Pennsylvania en Illinois. Sommige winkels stonden bekend als Topps Discount City en andere als Topps Discount Center. In datzelfde jaar werd Topps Department Store met zijn tien vestigingen overgenomen door Interstate Department Stores voor een onbekend bedrag.
De snelle groei van de Topps-divisie veroorzaakte een teruggang in de warenhuisdivisie van Interstate en dwong Interstate tot het sluiten van conventionele warenhuizen die het had. In 1968 had Topps 61 winkels, voornamelijk in het middenwesten en het noordoosten van de Verenigde Staten. 
Alle Topps-winkels werden in 1974 gesloten toen Interstate faillissement aanvroeg. Toen het faillissement van Interstate werd aangekondigd, had Topps negen winkels die het wilde blijven runnen en was het bedrijf bezig met het sluiten van elf winkels, nadat net de sluiting van nog eens 41 winkels was afgerond.
Een gelijknamige maar niet verwante Canadese keten die eigendom was van Topp's Discount Department Stores, Ltd. was van 1962  tot 1969 actief in Winnipeg, Manitoba. 